# 栓抜き
栓抜き（せんぬき、英: bottle opener）は、主として飲料用の瓶に封をしている王冠を開けるための道具。広義には瓶の王冠を取ったりコルク栓を取る道具を指すが、一般には後者はコルク抜きとして区別される。

## 種類

### 王冠抜き

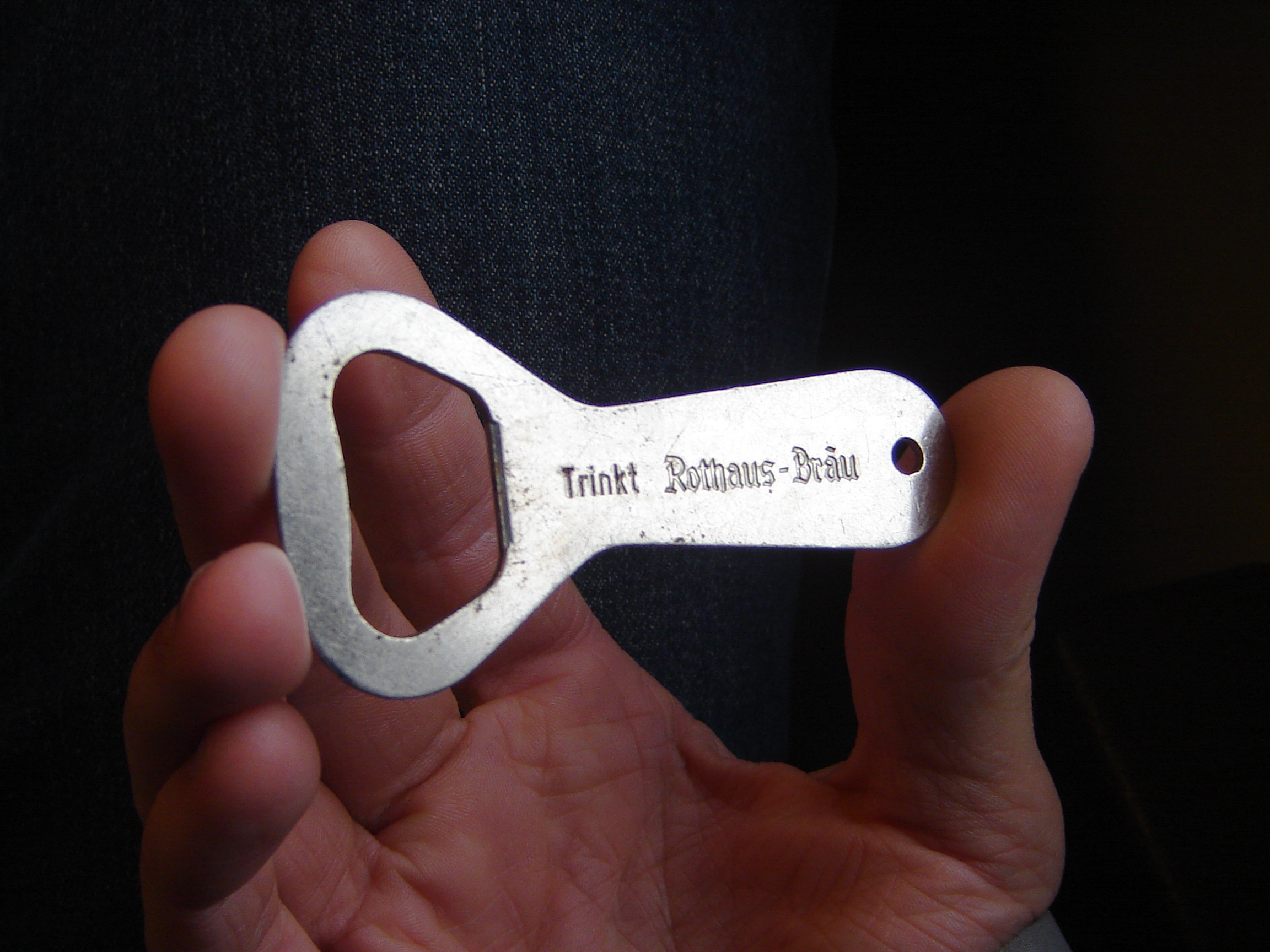
栓抜き

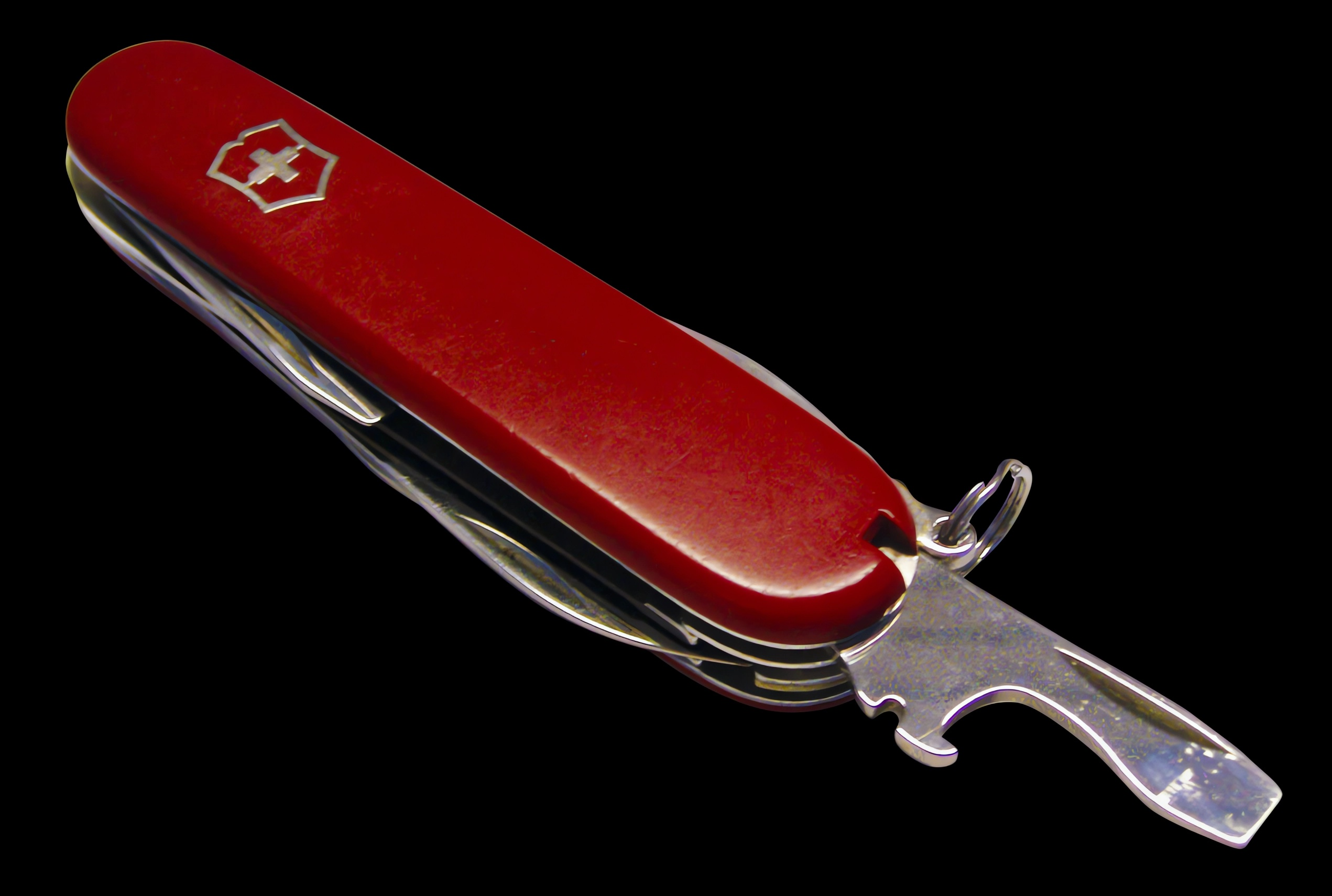
アーミーナイフの栓抜き

瓶の王冠を取る道具。ボトルオープナー。これを使って瓶を開けることで、中身の飲料を飲むことができる。なお、JIS S 9023（1981年2月15日制定・1994年8月1日廃止）では「王冠抜き」と規定されていた。
ビールなど、王冠で栓をされた瓶用の栓抜きは、持ち手の先にちょうど王冠に引っ掛かるような形で金具が取り付けられている。王冠は、瓶の口にかしめて固定されているのみで接着などはされていないが、取り外すのにはたいへん大きな力を要し、素手で外そうとすれば怪我の危険さえある。栓抜きはてこの原理を利用することで王冠を容易に持ち上げて外すことができるようにするものである。通常は、金属片の一部に王冠の辺縁部を引っ掛けるための切り欠きがあり、王冠上部を支持しつつ、辺縁部を持ち上げることにより、王冠を半ばより折り曲げることにより開栓する。通常は、電気的・機械的構造を有するものではなく、鋳物や特定の形に切り抜いた金属片であることから、高価なものではない。
なお、多数の機能を持った家庭用品・アウトドア用品、いわゆるマルチツールには、栓抜きの機能を持ったものが多い。特に台所用のはさみや缶切り、アーミーナイフ、ソムリエナイフにこれらの機能がつけられている事も少なくない。また、コルク抜きの機能を併せ持ったものもある。

### コルク抜き
ワインなど、コルク栓で口を塞がれている瓶用の栓抜きは、持ち手に螺旋状の針金が取り付けられており、持ち手を捻り針金をコルクに差してから引き抜く。→コルクスクリュー

### その他
ラムネにはガラス玉を押しこみ開栓する専用の「ラムネ開け」が存在する。リユースを目的とした瓶のガラス玉を傷つけないよう、先端はコルク製のものが多い。近年発売されているペットボトル入りのラムネは個々のボトルにラムネ開けが付属している場合が多い。

## 歴史
飲料の容器として、瓶に替わってペットボトルなどが普及して、王冠に替えて、栓の部分をひねることにより道具なしに栓を開けることができるスクリューキャップ式（英: Screw cap）の栓が増えていることから、次第にその存在意義が薄れている。しかし現在でもビールの瓶の栓は大多数が王冠であるなど、特定の飲料においては種々の理由から、根強く旧来の王冠が使い続けられている。このため、飲食店では必需品であり、常備している一般家庭も多い。

### 固定式栓抜き

#### 鉄道車両の固定式栓抜き
国鉄時代の横形座席車輌には、窓の下の小さなテーブルに栓抜きが常備されているものが多かった。逆ユの字型の金具であり、金具に王冠を引っ掛けてこじると簡単に外すことができた。それまでの客車内には栓抜きがなく、飲料を持ち込んだ客がひじ掛けや窓に挟んだりして栓を栓を抜こうとしてそれらを破損することがあったため、栓抜きが取り付けられた。当初は座席の背もたれ外枠の通路側（肘掛けの付け根の間）に設置されており、その後窓下に設置されるようになった。駅売店での瓶詰め飲料の販売がなくなったことで用途を失い、現在の鉄道車両には一部の旧形車を除いて見られなくなっている。
JR北海道宗谷本線塩狩駅近くに所在する塩狩ヒュッテユースホステルの常連客である北海道出身愛知県岡崎市在住の男性が、塩狩駅の存続・利用者数向上のため、忠実に再現した栓抜きを2021年（令和3年）に100個製作し、同ホステルで販売された。この再現品を塩狩ヒュッテより入手した鳥取市在住の男性が、塩狩ヒュッテの在庫品が僅少となったことを知って自ら再現品の制作を手がけ、2022年（令和4年）時点では道の駅西いなば気楽里にて販売されている。

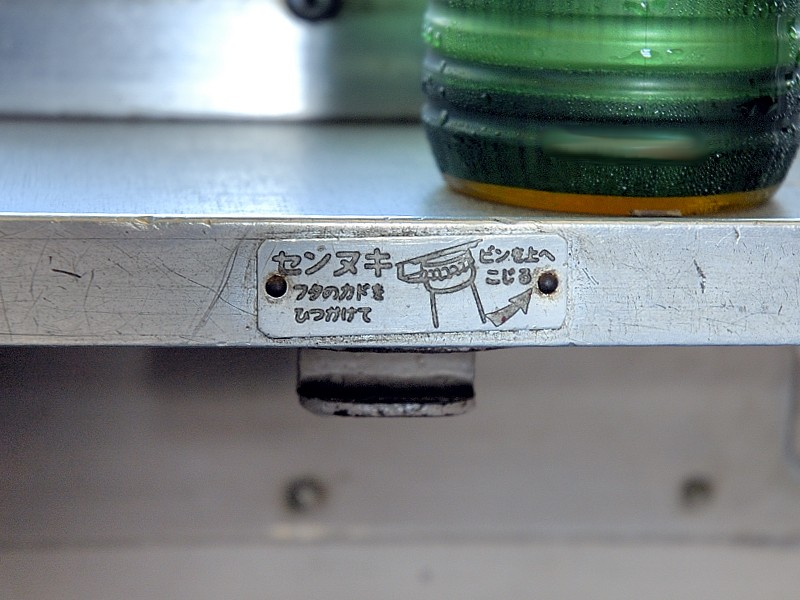
旧形客車に設けられた固定式栓抜き この下に灰皿もあったが撤去され、ネジだけが残っている （大井川鐵道スハフ42形）
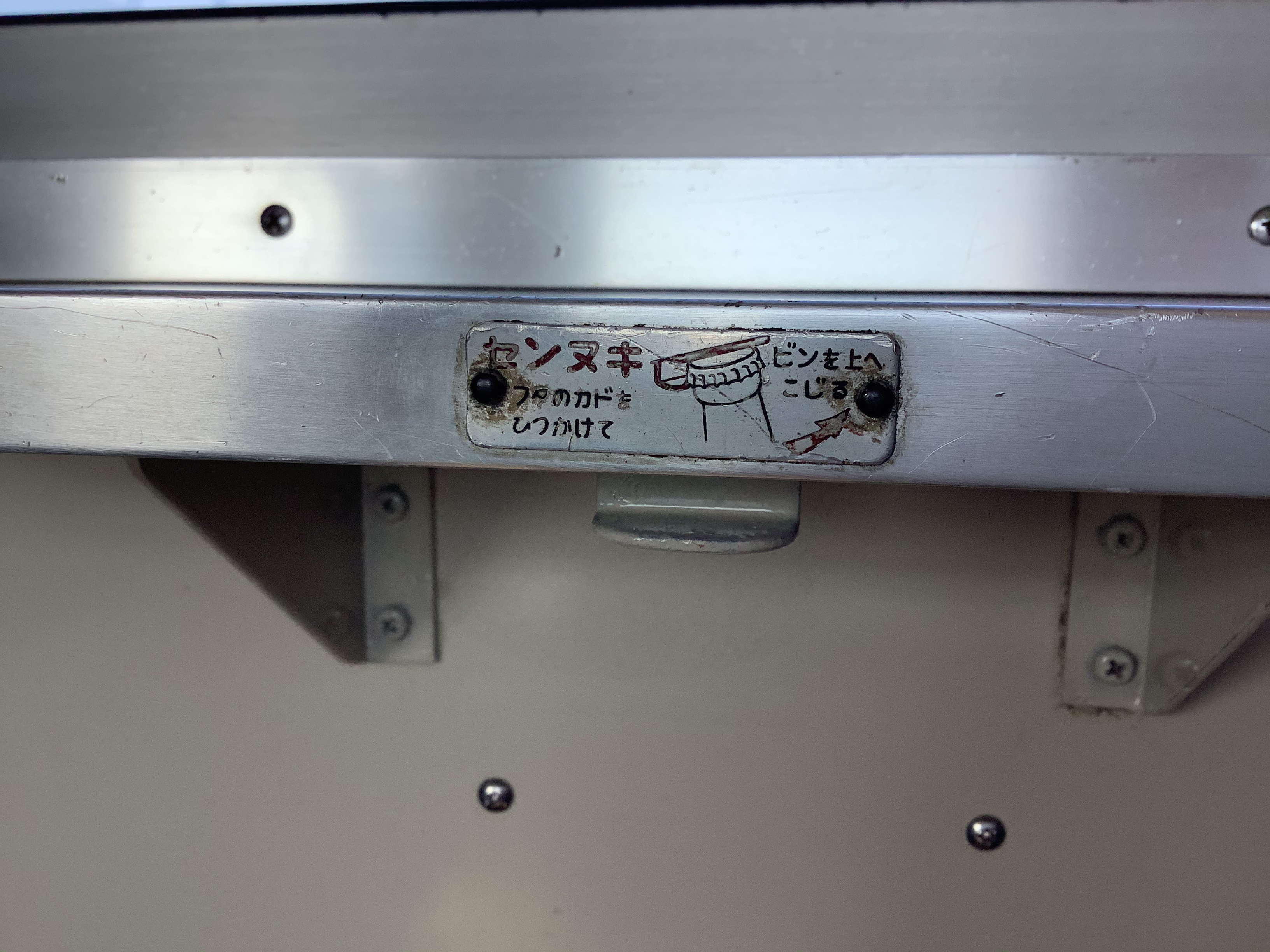
国鉄12系客車の栓抜き
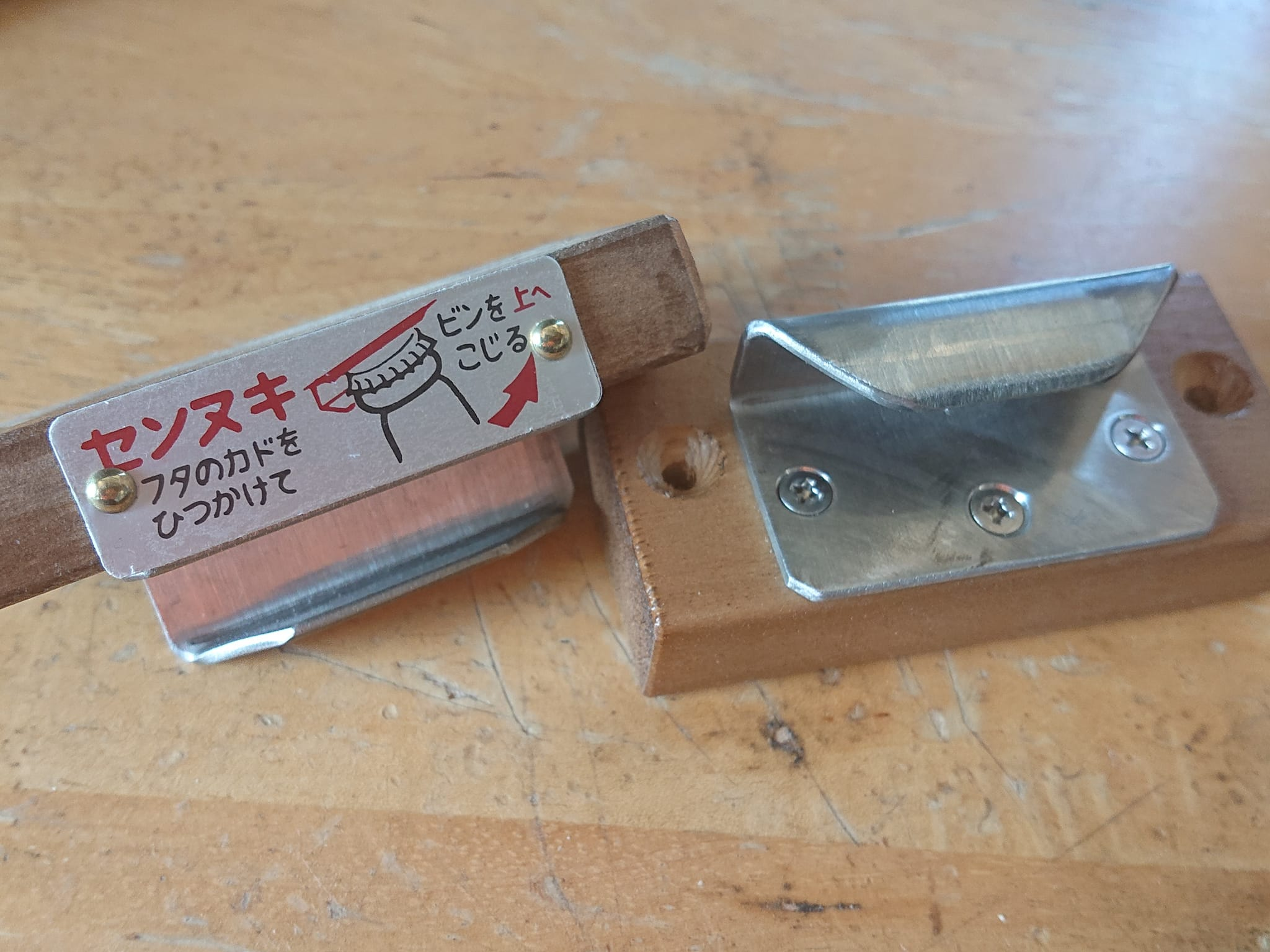
商品化された固定式栓抜き

#### 自動販売機の固定式栓抜き

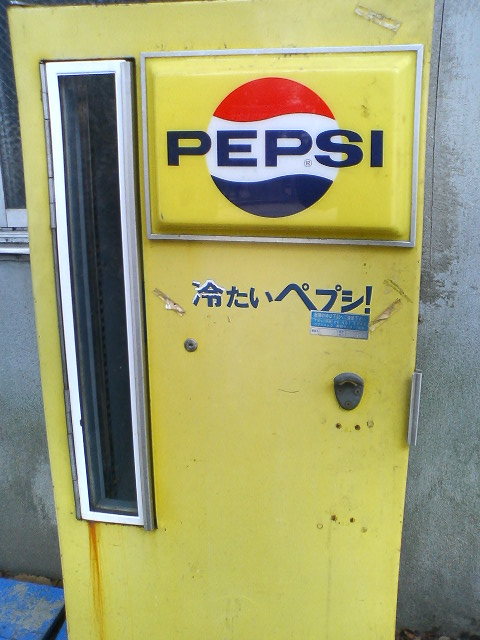
ペプシの自動販売機

瓶入り清涼飲料水の自動販売機には筐体前面に固定式の栓抜きを備えていた。開栓する際に落下する王冠を受け止める回収箱がついたものも多い。

## 備考
イスラエルのガリル小銃は、栓抜きを装備した世界唯一の軍用小銃である。これは兵士達が銃の角をビンの王冠を開けるのに用いたり、銃剣を無理矢理栓抜き代わりとして使用した結果、銃の破損、刃こぼれ、怪我が多発してトラブルとなった教訓を反映したものである。
クーラーボックス、工具箱、家具、自転車に組み込まれた物や、壁や冷蔵庫に固定できる物、キーホルダー、ライター、ペン、帽子、腕時計、ベルトのバックル、サンダル、靴べら、スマートフォンケース、サングラスなどの普段から携行する物に栓抜き機能を持たせ物まで多種多様に流通している。観光地の土産物としてもかつては多く売られていた。
また、一般的にプロレスにおける凶器といえば、真っ先に連想されるものが栓抜きである。かつて、プロレスゲーム『ファイヤープロレスリングZ』（PlayStation 2用、2003年）の限定版特典として、血糊つきの栓抜きが添付されたことがある。
青森県津軽地方発祥の宴会芸「スコップ三味線」では、栓抜きを三味線のばちに見立てて使用する。